# Pomnik Alana Turinga
Pomnik Alana Turinga – pomnik Alana Turinga znajdujący się w Sackville Gardens w Manchesterze, poświęcony pamięci ojca komputerów. 
Pomnik został odsłonięty w rocznicę urodzin Turinga w 2001 r. Po lewej stronie postaci znajdują się budynki uczelni (University of Manchester), po prawej budynki dzielnicy zwanej gay village przy Canal Street – dwa symbole łączące się z samobójczą śmiercią uczonego.

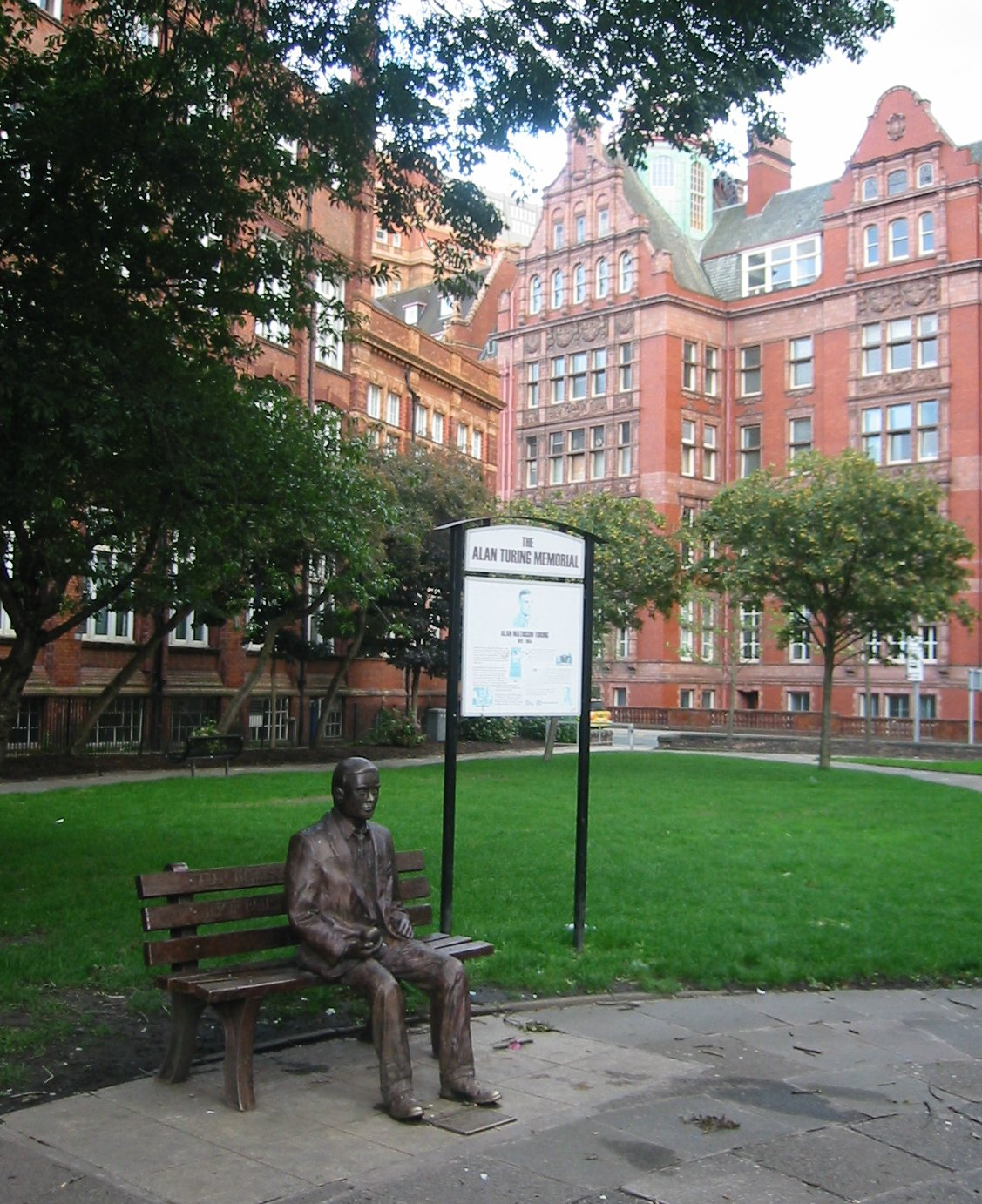
Widok ogólny, w tle University of Manchester - budynki przy Whitworth Street przy południowej stronie parku
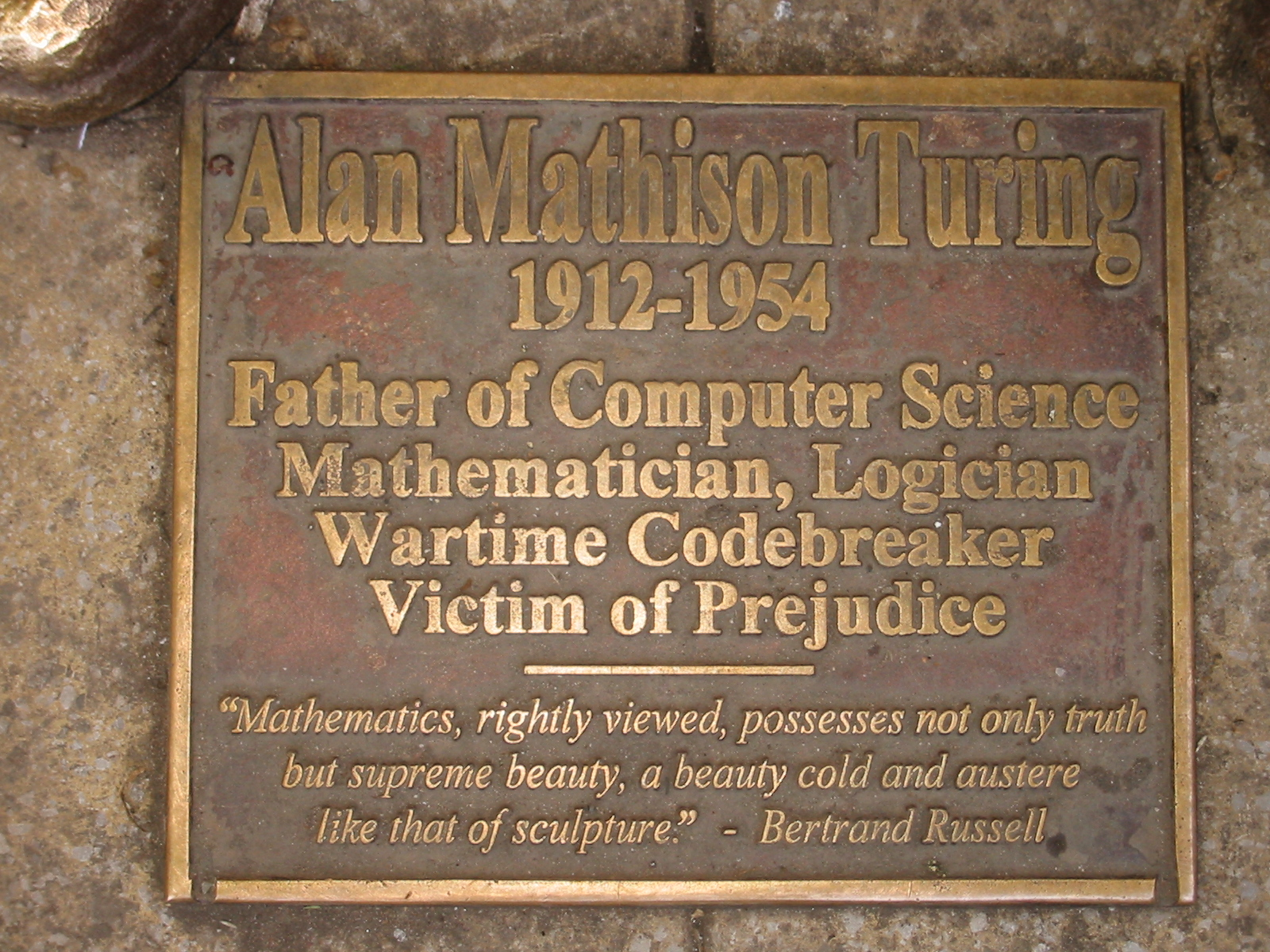
Ojciec informatyki matematyk, logik wojenny łamacz szyfrów ofiara uprzedzenia Matematyka, właściwie oglądana, posiada nie tylko prawdę ale najwyższe piękno, piękno zimne i surowe jak ten pomnik. - Bertrand Russell
Widok na pomnik Turinga i północną część Sackville Gardens. Za ogrodzeniem wąski Rochdale Canal i Canal Street w sercu manchesterskiej gay village.
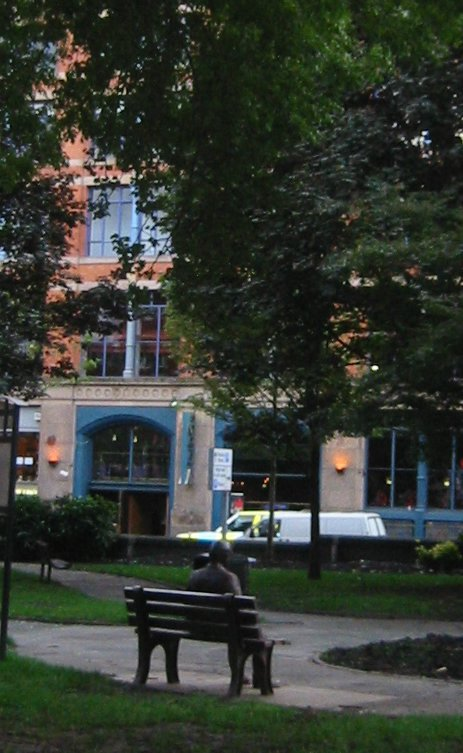
Widok na zachód w stronę Sackville Street
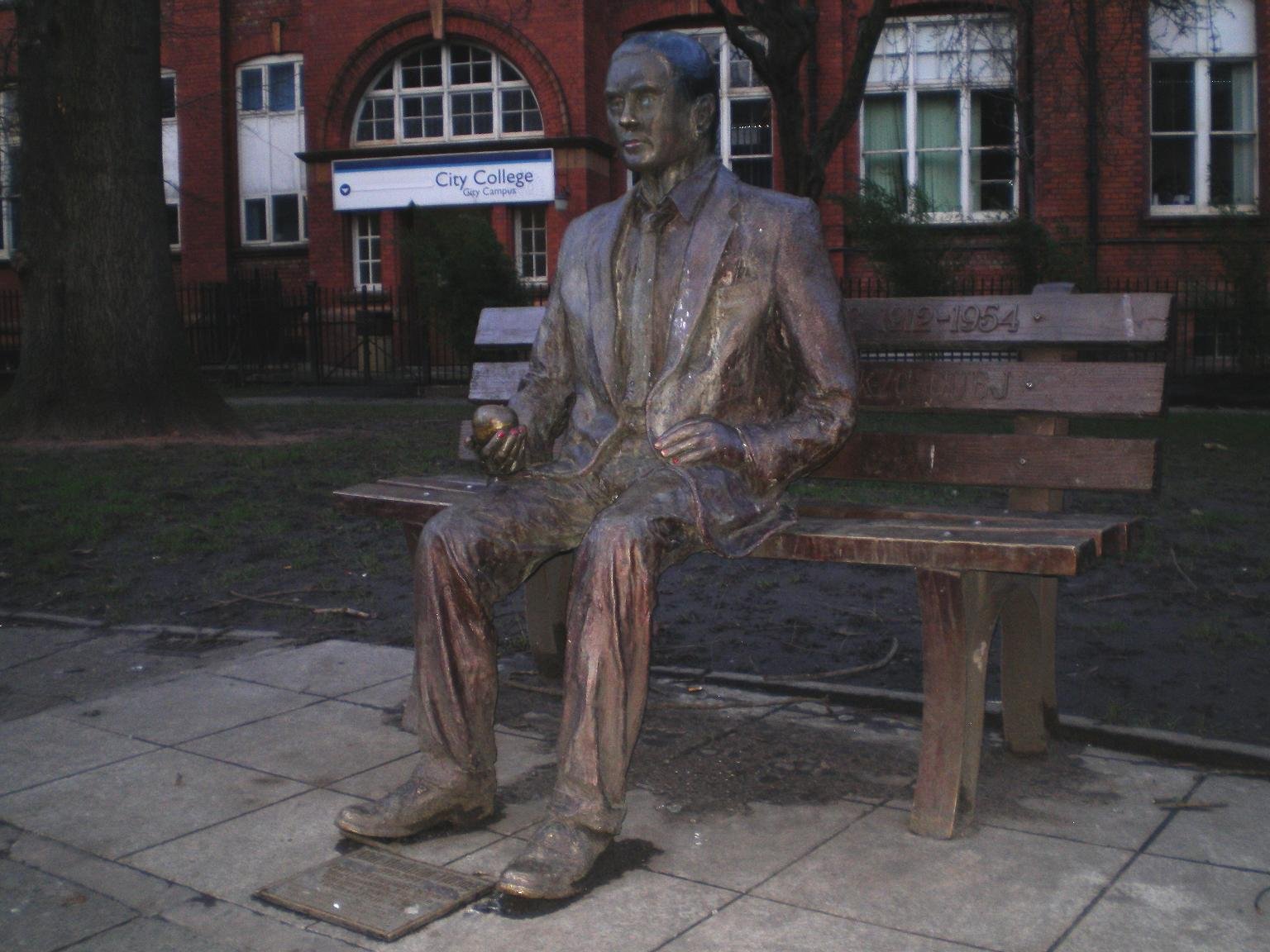
Na tle budynku City Campus City College Manchester przy wschodniej stronie parku
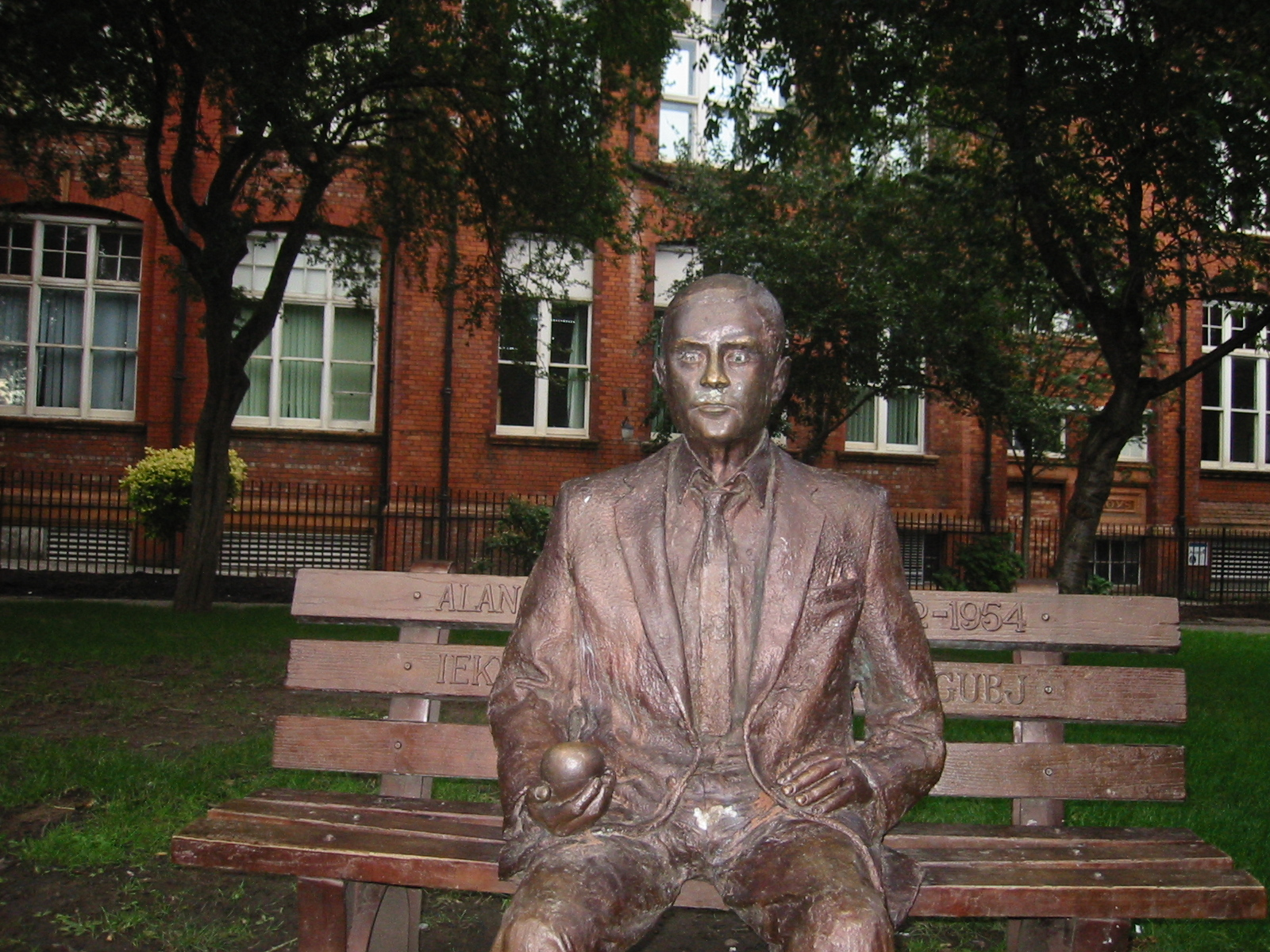
Z symbolicznym jabłkiem w ręce
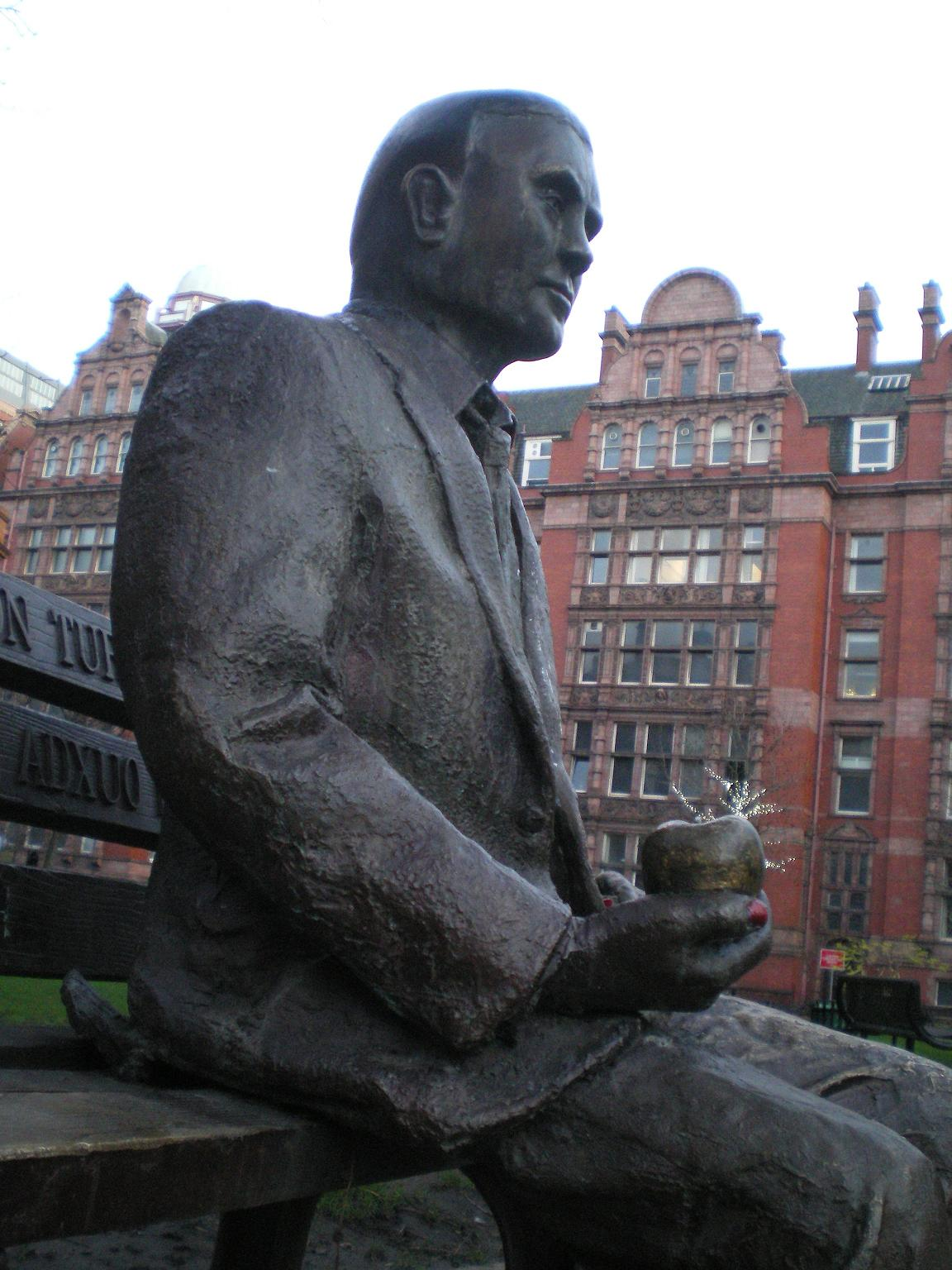
Na fotografii jest ciche styczniowe popołudnie...

- Ojciec informatyki
 matematyk, logik
 wojenny łamacz szyfrów
 ofiara uprzedzenia
Matematyka, właściwie oglądana, posiada nie tylko prawdę ale najwyższe piękno, piękno zimne i surowe jak ten pomnik. - Bertrand Russell
- Widok na pomnik Turinga i północną część Sackville Gardens. Za ogrodzeniem wąski Rochdale Canal i Canal Street w sercu manchesterskiej gay village.
- Widok na zachód w stronę Sackville Street
- Na tle budynku City Campus City College Manchester przy wschodniej stronie parku
- Z symbolicznym jabłkiem w ręce
- Na fotografii jest ciche styczniowe popołudnie...